# Gian Franco Venè
Gian Franco Venè (Monfalcone, 19 maggio 1935 – Milano, 3 novembre 1992) è stato un giornalista e saggista italiano.
È stato collaboratore del settimanale ABC e dei quotidiani Il Giorno e Il Resto del Carlino; successivamente fu inviato de L'Europeo e infine collaboratore di Panorama.

## Opere
- L'amore a mezzogiorno, Demos, Genova-Roma, 1956
- Assalto alla borghesia: Thomas Mann, e altri saggi, Rebellato, Padova, 1958
- Onore di vivere, Carucci, Roma, 1958
- La letteratura della violenza e altri saggi, Sugar, Milano, 1961
- I padroni, Canesi, Roma, 1961
- Letteratura e capitalismo in Italia dal '700 ad oggi, Sugar, Milano, 1963; poi Mondadori, Milano, 1992
- Il processo di Verona (a cura di),  Mondadori, Milano, 1967
- La condanna di Mussolini, Fratelli Fabbri Editori, Milano, 1973
- Pirandello fascista, Sugar, Milano, 1971; poi Marsilio, Venezia 1981; Mondadori, Milano, 1991
- Il capitale e il poeta: storia dei rapporti tra il capitalismo e la letteratura italiana dall'illuminismo a Pirandello, Sugar, Milano, 1972 (poi con il titolo Capitale e letteratura. Dall'Illuminismo a Pirandello fascista, Garzanti, Milano, 1974)
- Il golpe fascista del 1922: cronaca e storia della marcia su Roma, Garzanti, Milano, 1975
- La borghesia comunista, Sugar, Milano, 1976
- Invece la verità: controinchieste, SEI, Torino, 1976
- La satira politica,  Sugar, Milano, 1976
- Don Camillo, Peppone e il compromesso storico, Sugar, Milano, 1977
- L'ideologia piccolo borghese: riformismo e tentazioni conservatrici di una non classe nell'Italia repubblicana, 1945-1980,  Marsilio, Venezia, 1980, Premio Nazionale Rhegium Julii per il Giornalismo 1982[3]
- La guerriglia di Don, SEI, Torino, 1981
- Cronaca e storia della marcia su Roma, Marsilio, Venezia, 1982; poi Mondadori, Milano, 1991
- Pena di morte: quelli di Villarbasse, gli ultimi giustiziati in Italia, Bompiani, Milano, 1984
- La Notte di Villarbasse, prefazione di Fruttero e Lucentini, Bompiani, Milano, 1987; poi Mondadori, Milano, 1990
- Mille lire al mese: la vita quotidiana della famiglia nell'Italia fascista, Mondadori, Milano, 1988, nuovo Premio Nazionale Rhegium Julii per il Giornalismo (1989)[3]
- Vita quotidiana degli italiani: 1920-1960, 3 voll., Mondadori, Milano, 1988-90
- Coprifuoco, Vita quotidiana degli italiani nella guerra civile, Mondadori, Milano, 1989
- Vola colomba: vita italiana degli italiani negli anni del dopoguerra, 1945-1960, Mondadori, Milano, 1990
- La vita quotidiana degli italiani durante il fascismo, Mondadori, Milano, 1995